# Середньоканський район
Середньоканський район (рос. Среднеканский район) — муніципальне утворення Магаданської області, в межах якого замість скасованого муніципального району утворено муніципальне утворення Середньоканський міський округ.
Адміністративний центр - селище міського типу Сеймчан.

## Географія
Розташований в північній частині Магаданської області. На півночі межує з Республікою Якутія та Чукотським автономним округом. Територією району протікає річка Колима та її притоки Коркодон, Сугой, Сеймчан.

### Рельєф
Район розташований в межах Яно-Чукотської гірської країни. Це складне поєднання гірських хребтів, плато, рівнин, западин різних розмірів та контурів. Хребти простираються в напрямку на північний захід, найбільші з яких - Полярний, Коркодонський, Омсукчанський. Їх найбільш високі абсолютні позначки досягають 2000 м і більше. Периферичні частини кряжів і значні простору між ними зайняті горбистими та платоподібні плоськогорьямі (Юкагірське та Сугойське) і міжгірними западинами, найбільша з яких - Сеймчан-Буюндинська з абсолютними відмітками 200-250 м.

### Корисні копалини
Територія району багата запасами мінеральної сировини. Обсяги промислового золота оцінюються в 400 тонн. Є срібло, олово, мідь, кобальт, індій, вісмут, вольфрам, залізо, свинець, цинк, кадмій, селен, кам'яне та буре вугілля, плавиковий шпат.

## Історія
Перші постійні поселення на території району з'явилися XVIII столітті, але по справжньому заселення району почалося наприкінці XIX століття, під час виникнення Ольсько-колимського тракту, по якому вантажі доставлялися з селища Ола в нижній течії Колими. Потужним поштовхом до розвитку району послужило відкриття на Колимі золота Першою Колимською експедицією 1928-1930 років на чолі з Ю. А. Білібіном.
Офіційно датою утворення Середньоканського району вважається 27 січня 1930 року, в той час район входив до складу Охотсько-колимського округу Якутської АРСР. У листопаді 1931 року район увійшов до складу Хабаровського краю. У 1934 році районний центр був перенесений в село Таскан. 2 грудня 1953 року Сеймчан став знову районним центром, при цьому з Середньоканського району були виділені Сусуманський, Ягоднінський, Тенькинський райони, а в жовтні 1954 року - Омсукчанський район. Сучасні кордони району встановлено з січня 1965 року.